# Tetramorium punctiventre
Tetramorium punctiventre är en myrart som beskrevs av Carlo Emery 1887. Tetramorium punctiventre ingår i släktet Tetramorium och familjen myror. Inga underarter finns listade i Catalogue of Life.